# Історичний факультет Львівського національного університету імені Івана Франка
Історичний факультет — структурний підрозділ Львівського національного університету імені Івана Франка. Деканом факультету є д.і.н, доцент Сіромський Руслан (з 2022 року). Факультет розташовується на третьому поверсі головного корпусу університету по вул. Університетській, 1.

## Історія

### 1918—1939
На початку 1918—1919 навчального року функціонували чотири кафедри історичного профілю: загальної історії (професор Б. Дембінський), нової історії (професор Шимон Ашкеназі), австрійської історії (професор Людвіг Фінкель — вийшов на пенсію у жовтні 1918 року); польської історії (професор Станіслав Закшевський).
Однією з провідних кафедр стала кафедра соціальної і економічної історії, яку впродовж 1920—1939 років очолював проф. Францішек Буяк. Замість кафедри австрійської історії, ліквідованої у 1919 році, створено кафедру історії середніх віків та допоміжних історичних дисциплін, яку у 1919—1930 роках очолював проф. Я. Птасьнік, а після його смерті — у 1930—1939 роках професор Т. Модельський. Замість кафедри загальної історії з спеціальним оглядом Східної Європи у 1920 році засновано кафедру стародавньої історії. Очолив її проф. К. Хілінський. Відбувався також процес створення нових структурних підрозділів. Одним із них була кафедра історії освіти та шкільництва, якою впродовж 1924—1939 років керував випускник Львівського університету проф. С. Лємпіцький. Окремі напрями історичних студій вважалися пріоритетними, насамперед комплекс антропологічних наук (назва спеціалізації — «Антропологія, етнологія, проісторія»). Над ними працювали три кафедри. 1910 року у Львові вперше серед польських університетів створено кафедру етнології, завідувачем якої став Станіслав Цішевський. Незабаром (у 1913 році) ця кафедра отримала нову назву — кафедра антропології та етнології. Її незмінним керівником аж до 1939 року учений зі світовим ім'ям Ян Чекановський. З метою розширення діапазону антропологічних досліджень у 1921 році Сенат університету ухвалив рішення про створення кафедри доісторичної археології зі спеціальним оглядом праісторії польських земель, завідувачем якої став Леон Козловський. У 1924 року створена кафедра етнології зі спеціальним оглядом етнографії польських земель (завідувач — Адам Фішер). Крім цього, функціонувала заснована ще у 1903 року кафедра класичної археології, керівниками якої були Кароль Гадачек (до 1916 року) та Едмунд Булянда (1916—1939 роках).
Ще одним напрямом у спеціалізації Львівського університету була історія мистецтва, над дослідженням якої працювали дві кафедри історії мистецтва нового часу. Першу з них очолював професор Ян Болоз Антоневич (1893—1920 роках), а після його відходу — Владислав Козицький (1926—1933 роках). Другою впродовж 1919—1939 років керував професор Владислав Подляха.
У міжвоєнний період історичне відділення Львівського університету стало одним із провідних серед польських університетів. Тут сконцентрувався потужний науково-педагогічний кадровий потенціал, сформувались і діяли провідні історичні наукові школи. Найвідомішими серед них були школа стародавньої історії (професори Т. Хілінський та С. Вітковський, Є. Мантойфель, Р. Ганшинець) та три наукові школи в галузі медієвістики: політичної історії Польщі та сусідніх країн (С. Закшевський, Л. Колянковський та ін.), історії польських міст, їх матеріальної та духовної культури (Я. Птасьнік, Л. Харевічова та ін.), суспільно-політичних досліджень (послідовники Ф. К. Ліске та Л. Фінкеля Т. Модельський, К. Тишковський, Ч. Нанке та ін.). Загальноєвропейське визнання отримала заснована професора Ф. Буяком школа соціально-економічної історії.
Упродовж міжвоєнного періоду Львівський університет імені Яна Казимира виключно польською установою. Відсутні кафедри історичного профілю з українською мовою викладання. Українські вчені не мали ані найменшого доступу до університетських кафедр. Це ж стосується і можливості навчання в університеті студентів українців.

### 1939—1941

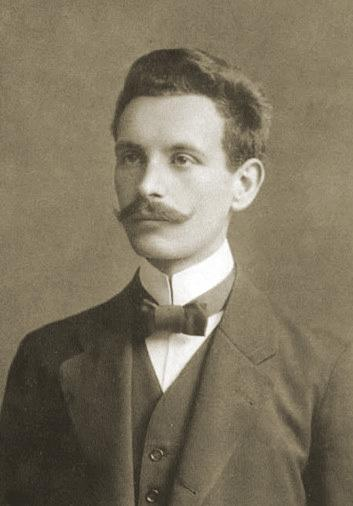
Іван Крип'якевич

Встановлення радянської влади та початок Другої світової війни призвели до значних змін у Львівському університеті. Усі перетворення в університеті проводились за радянськими зразками. Одним із них стало створення на базі кафедр колишнього гуманітарного факультету окремого історичного факультету. Для організації факультету запрошено відомих українських учених, серед яких провідне місце займав видатний історик професор Іван Крип'якевич — фактичний засновник факультету. До червня 1940 року у структурі факультету налічувалось сім кафедр: класичної археології (завідувач — відомий український археолог Я. Пастернак), стародавньої історії (завідувач — проф. К. Маєвський), історії середніх віків (завідувач — відомий український історик Омелян Терлецький), історії УРСР (завідувач — професор Іван Крип'якевич), історії народів СРСР (завідувач — В. Осечинський), історії нового часу (завідувач кафедри Андрій Скаба), історії теорії мистецтва (завідувач — проф. В. Подляха).

### 1941—1945
За часів німецької окупації Львова університет не функціонував. Багато викладачів та студентів були мобілізовані до Червоної Армії. Чимало їх загинуло в ході воєнних дій чи в результаті нацистського режиму. Значних збитків зазнала матеріальна база університету.
Після приходу радянських військ 27 липня 1944 року окупантів зі Львова розпочалося відновлення діяльності університету. Вже через тиждень, а саме 4 серпня 1944 року вийшов перший наказ по університету. Весь тягар відновлення діяльності історичного факультету ліг на плечі проф. І. Крип'якевича, який виконував обов'язки декана. Порівняно з довоєнним періодом, реформувались івиникли нові кафедри: історії стародавнього світу і археології (завідувач — І. Вейцківський), історії середніх віків (завідувач — М. Скорик, з 1945 року — Д. Похилевич), історії УРСР (завідувач — І. Крип'якевич), історії народів СРСР (завідувач — В. Осечинський), історії південних і західних слов'ян (завідувач — М. Кордуба), історії нового часу (завідувач — І. Бєлякевич).

### 1945—1991
У 1948—1949 роках відбулася структурна реорганізація факультету, в результаті якої зменшено кількість кафедр: об'єднано кафедру історії західних і південних слов'ян та кафедру історії нового часу на їх базі створено кафедру історії нового часу і країн Сходу (завідувач — І. Бєлякович), що проіснувала до 1952 р., коли з неї виокремлено кафедру історії південних і західних слов'ян (завідувач — Дмитро Похилевич). У 1949 році ліквідовано кафедру історії УРСР. Відновлено її у 1957 році (завідувачем став доцент Олег Цибко). Об'єднано також кафедру історії стародавнього світу і археології та кафедру історії середніх віків. Нову кафедру історії стародавнього світу та середніх віків очолив професор Іван Вейцківський.
Від середини 50-х років і до розпаду СРСР кафедральна структура факультету загалом залишалася незмінною у складі п'яти кафедр: історії УРСР, історії СРСР, історії стародавнього світу і середніх віків, нової і новітньої історії, історії південних і західних слов'ян. У зв'язку з тим, що в даному виданні вміщено ґрунтовні нариси про кафедри, не будемо зупинятися на детальних підсумках їхньої діяльності.
У післявоєнні роки у стінах факультету виросли нові покоління істориків. Серед випускників відомий учений директор Інституту українознавства ім. І. Крип'якевича НАН України академік Я. Ісаєвич, директор Інституту народознавства, член-кореспондент НАН України С. Павлюк, заступник міністра закордонних справ України П. Сардарчук, історик і політв'язень В. Мороз, народний депутат України трьох скликань Т. Стецьків, генерал-майор О. Рибяк, правозахисник І. Гель, понад 50 докторів історичних наук, професорів, майже 200 кандитатів історичних наук, десятки директорів музеїв та архівів, сотні директорів шкіл, училищ, технікумів, коледжів, тисячі викладачів та вчителів, працівників державних установ, громадських організацій та політичних партій. Усі вони зробили свій внесок у розвиток української історичної науки, виховували підростаюче покоління. Чимало студентів-істориків зазнали утисків і переслідувань за свої погляди та переконання. У 1973 році серед студентів університету, відрахованих через звинувачення ідеологічного характеру, були студенти-історики І. Сварник, М. Долинська та інші. У 1983 році через релігійні переконання виключено з університету студента М. Цебенка. Позиція національно свідомих студентів та викладачів факультету відвернула тотальну русифікацію, саме вони засівали і плекали у важких умовах ті зерна правди і свободи, що рясно зійшли в період боротьби за утвердження суверенітету України. Історики були серед учасників перших львівських мітингів та київських демонстрацій кінця 80-х-початку 90-х років, людського ланцюга, що з'єднав Львів та Київ у січні 1990 року, та учасників студентського голодування 1990 року. Вони створювали перші опозиційні до влади організації, Товариство української мови імені Шевченка, Народний Рух України.

## 1991—2013
З відновленням незалежності України на історичному факультеті Львівського університету відновлено дослідження етнологічної проблематики, історичного краєзнавства, візантиністики, розпочато соціологічні дослідження, а також продовжено розвиток історичних напрямів, що склалися у другій половині ХХ століття.

## Революція гідності 2013—2014
Студенти історичного факультету брали активну участь у Революції Гідності 2013—2014 років. Деканат та представники профкому працівників факультету демонстрували активну громадянську позицію.
| Академічна спільнота Львівського національного університету імені Івана Франка підтримує Всеукраїнський політичний страйк та вимоги учасників Євромайдану 1 грудня 2013 року. Ми рішуче засуджуємо провокаторів, які намагаються дискредитувати ідею мирних демократичних змін в Україні. Звертаємося до лідерів демократичних країн світу надалі демонструвати солідарність з українським народом. Звертаємося до українських студентів, які стали ініціаторами і каталізаторами Євромайдану, бути зразком громадянської мужності та стійкості у мирному відстоюванні свого права на майбутнє європейської України. |.
Після окупації Криму Російською Федерацією студенти Кримських ВУЗів переводились на навчання у Львівський університет. У тому числі на історичний факультет. Більшість переведених студентів є представники кримськотатарського народу.

## Повномаштабне вторгнення Росії в Україну
Загинули в лавах Сил оборони України:
- Роман Міськів
- Микола Шаравара
- Богдан Сенюк
- Тарас Романюк
- Андрій Прокопчук
- Володимир Гула[3]
- Назарій Андрушків[4]
- Дмитро Грицененко
- Іван Макар

## Хоругва
| Щит розтятий; у правому синьому полі спинається золотий лев і тримає у правій передній лапі золотий трисвічник з запаленими срібними свічками; у лівому пурпуровому муза Кліо в срібній одежі з розкритою золотою книгою в руках, на сторінках якої червоні літери А та Ω. Щит вписано у декоративний картуш, вгорі якого розгорнута книга з датою: AD MCMXL (1940 р.). Під щитом пурпурова девізна стрічка з гаслом: DISCERNERE VERA AC FALSA (відрізнити правду від фальші)[5]. |
Герб склав і виконав Андрій Гречило.

## Спеціальності
Зараз на факультеті функціонує 9 кафедр:
Зараз на факультеті функціонує 9 кафедр:
- Кафедра новітньої історії України
- Кафедра давньої історії України та архівознавства
- Кафедра історії середніх віків та візантиністики
- Кафедра нової та новітньої історії
- Кафедра історії слов'янських країн
- Кафедра етнології
- Кафедра історичного краєзнавства
- Кафедра археології та історії стародавнього світу
- Кафедра соціології

Окрім спеціальності «історія» на факультеті 4 кафедри готують фахівців за спеціальностями «Археологія», «Архівознавство», «Етнологія» та «Соціологія».

## Видатні випусники
Список відомих випускників факультету історії Львівського університету

### Політики
- Гринів Євген Андрійович депутат І скликання від НРУ[7] до 1990 член КПРС
- Дума Зіновій Євгенович депутат І скликання від НРУ
- Павлюк Степан Петрович депутат І скликання від НРУ (до 1990 член КПРС)
- Стецьків Тарас Степанович депутат І, ІІ, ІІІ, ІV, та VІ від різних партій
- Дем'ян Григорій Васильович депутат, партія націоналістів
- Сухий Ярослав Михайлович депутат  партії регіонів
- Співачук Володимир Леонідович депутат Соціаліст
- Ярошинський Богдан Харитонович депутат
- Бакунець Павло Андрійович депутат ІX від Довіри
- Вятрович Володимир Михайлович депутат

## Декани факультету
- Сіромський Руслан Богданович з 2022
- Качараба Степан Петрович 2019-2022
- Шуст Роман Мар'янович 1994-2019
- Макарчук Степан Арсентійович 1976-1994
- Чорній Володимир Павлович 1973-1976
- Челак Петро Петрович 1959-1973
- Донець Іван Дмитрович 1952-
- Бєлякевич Іван Іванович 1950-1952